# Gåsgölen, Östergötland
Gåsgölen är en sjö i Boxholms kommun i Östergötland och ingår i Motala ströms huvudavrinningsområde.